# Кисынок
Кисынок — река на полуострове Камчатка в России. Протекает по территории Усть-Камчатского района. Длина реки — около 23 км.
Начинается чуть ниже места, где теряется река Карина, среди ольхового леса. Течёт на юго-запад, затем на юг по заболоченной местности. Протекает через озёра Кисынок и Харчинское. Впадает в реку Еловка слева на расстоянии 24 км от её устья.
По данным государственного водного реестра России относится к Анадыро-Колымскому бассейновому округу.
- Код водного объекта — 19070000112120000016889[2].